# Hażlach (gmina)
Hażlach (do 31 XII 1996 gmina Haźlach) – gmina wiejska w województwie śląskim, w powiecie cieszyńskim. W latach 1975–1998 gmina położona była w województwie bielskim.
Siedziba gminy to Hażlach.
Według danych z 30 czerwca 2004 gminę zamieszkiwało 9708 osób. Natomiast według danych z 31 grudnia 2017 roku gminę zamieszkiwało 10802 osób.

## Struktura powierzchni
Według danych z roku 2002 gmina Hażlach ma obszar 49,02 km², w tym:
- użytki rolne: 72%
- użytki leśne: 16%

Gmina stanowi 6,71% powierzchni powiatu.

## Demografia

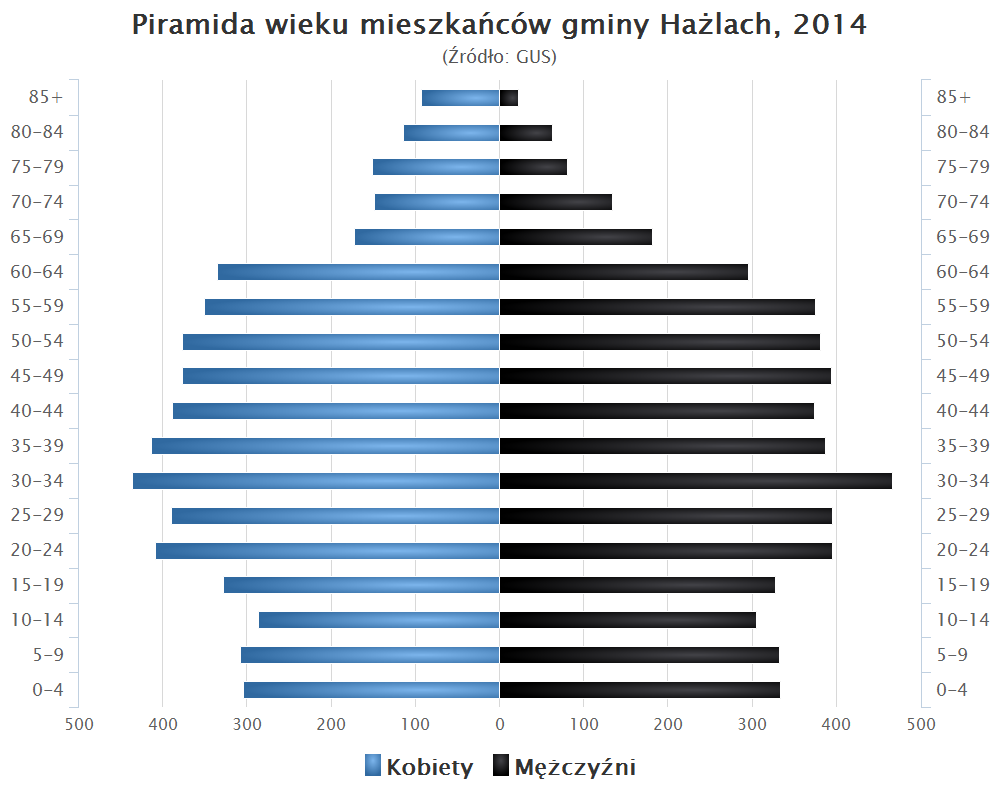
Piramida wieku mieszkańców gminy Hażlach w 2014 roku

W 1910 roku obszar współczesnej gminy Hażlach stanowiło 5 ówczesnych gmin: Brzezówka, Hażlach, Kończyce Wielkie (w jej granicach położony był Rudnik), Pogwizdów (bez Marklowic) i Zamarski. Ich łączna powierzchnia wynosiła 4842 ha (48,42 km²), a liczba ludności – 4765 (gęstość zaludnienia 98,4 os./km²) zamieszkałych w 691 budynkach, z czego 4731 było zameldowanych na stałe, 4663 (97,9) było polsko-, 53 (1,1%) niemiecko-, 13 (0,3%) czeskojęzycznymi, a 2 posługiwały się jeszcze innym językiem, 3711 (77,9%) było katolikami, 1030 (21,6%) protestantami, 22 (0,5%) wyznawcami judaizmu, a 2 innej religii lub wyznania.
Dane z 30 czerwca 2004:
| Opis                              | Ogółem | Ogółem | Kobiety | Kobiety | Mężczyźni | Mężczyźni |
| --------------------------------- | ------ | ------ | ------- | ------- | --------- | --------- |
| jednostka                         | osób   | %      | osób    | %       | osób      | %         |
| populacja                         | 9708   | 100    | 4950    | 51      | 4758      | 49        |
| gęstość zaludnienia (mieszk./km²) | 198    | 198    | 101     | 101     | 97,1      | 97,1      |

## Miejscowości wchodzące w skład gminy

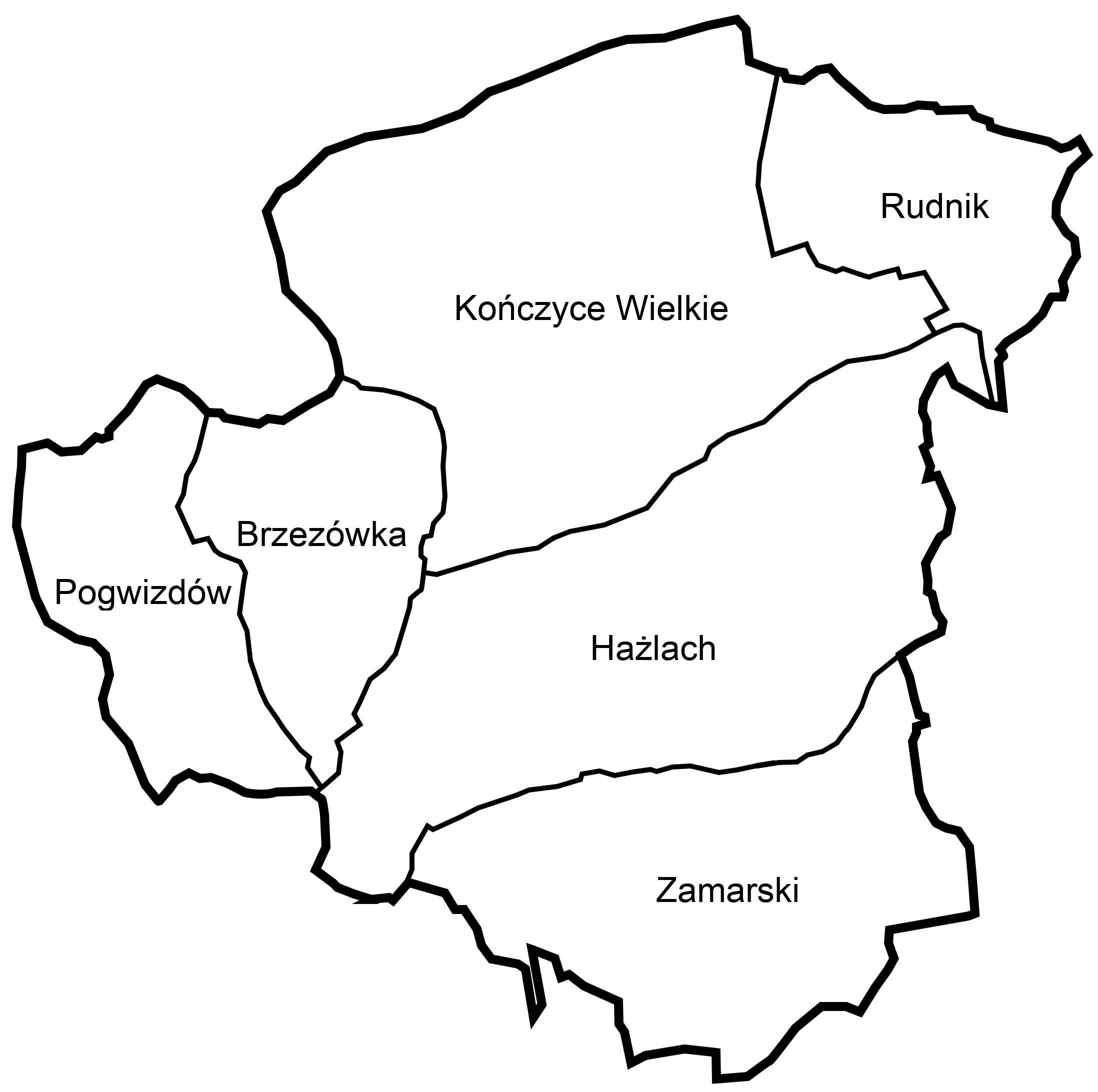
Sołectwa gminy

| Herb                  | Sołectwo              | TERYT   | Powierzchnia (w ha) | Ludność (stan na 2009-12-31) | Gęstość zaludnienia (os./km²) | Położenie |
| --------------------- | --------------------- | ------- | ------------------- | ---------------------------- | ----------------------------- | --------- |
| herb Hażlacha         | Hażlach (wieś gminna) | 0052586 | 1233,19             | 2263                         | 183,5                         |           |
| herb Brzezówki        | Brzezówka             | 0052563 | 460,63              | 664                          | 144,2                         |           |
| herb Kończyc Wielkich | Kończyce Wielkie      | 0052669 | 1445,25             | 1848                         | 127,9                         |           |
| herb Pogwizdowa       | Pogwizdów             | 0052770 | 472,79              | 3547                         | 750,2                         |           |
| herb Rudnika          | Rudnik                | 0052801 | 410,5               | 454                          | 110,6                         |           |
| herb Zamarsk          | Zamarski              | 0052830 | 864,22              | 1339                         | 154,9                         |           |

## Sąsiednie gminy
Cieszyn, Dębowiec, Strumień, Zebrzydowice. Gmina sąsiaduje z Czechami.

## Administracja
Hażlach jest członkiem stowarzyszenia Unia Miasteczek Polskich.